# Universidad Estatal de Transporte de Rostov
La Universidad Estatal de Transporte de Rostov o RGUPS (en ruso: Ростовский государственный университет путей сообщения - РГУПС) es una universidad pública del Distrito Federal del Sur de Rusia. Tiene campus en Rostov del Don. El nombre anterior fue Instituto de Ingenieros de Transporte Ferroviario de Rostov, RIIZgT, (en ruso: Ростовский институт инженеров железнодорожного транспорта, РИИЖТ).

## Historia
La Universidad Estatal de Transporte de Rostov fue fundada el 30 de mayo de 1929 por decisión de la Junta del Comisariado del Pueblo de Ferrocarriles de la URSS. Inicialmente se llamó “Instituto Mecánico de Transporte” (en ruso: Механический институт транспорта), y el 12 de julio de 1929 el instituto pasó a llamarse Instituto de Ingenieros Ferroviarios de Rostov (en ruso: Ростовский институт инженеров путей сообщения).
El 1 de octubre de 1929, 292 estudiantes comenzaron sus clases en tres facultades: Ferrocarriles, Transportes Acuáticos e Ingeniería de Carreteras. El Instituto de Ingenieros Ferroviarios de Rostov se ha convertido en un puesto de avanzada en el sur para la formación de personal para el transporte en Rusia, Armenia, Azerbaiyán y Georgia.
El 29 de diciembre de 1934, el instituto se transformó en una institución ferroviaria de educación superior llamada Instituto Rostov de Ingenieros de Transporte Ferroviario (en ruso: Ростовский институт инженеров железнодорожного транспорта). Se crearon dos nuevas facultades: "Locomotora", "Vagón". Se ha creado una base de formación, laboratorio y producción.
Durante la Segunda Guerra Mundial, muchos miembros del personal y estudiantes del instituto fueron al frente para defender su patria y el mundo del ataque de la Alemania nazi. En 1942, el instituto fue evacuado a Tbilisi, donde continuó formando especialistas para el transporte ferroviario y realizó investigaciones científicas. En agosto de 1944, el Instituto regresó a Rostov del Don. Durante la Segunda Guerra Mundial, la base material y técnica del instituto quedó casi completamente destruida. Durante la restauración del instituto aparecieron nuevas facultades, departamentos, laboratorios, oficinas, locales educativos y de producción.
Tras el final de la Segunda Guerra Mundial, la Unión Soviética comenzó a sustituir la tracción de las locomotoras de vapor por otras diésel y eléctricas. El instituto fue uno de los primeros en empezar a formar maquinistas de locomotoras diésel.
En 1993, el instituto pasó a llamarse Universidad Estatal de Transporte de Rostov (RGUPS). Desde 2007, la Universidad incluye: ru, Escuela Técnica de Transporte Ferroviario de Volgogrado, Escuela Técnica de Transporte Ferroviario de Vladikavkaz, Escuela Técnica de Transporte Ferroviario Liskinsky que lleva el nombre de I.V. Escuela Técnica de Transporte Ferroviario Kovalev y Tikhoretsky. Desde 2017, la Universidad incluye ru.
En 2019, la RGUPS celebró su 90 aniversario. A lo largo de los años de su existencia, la universidad ha formado a más de 200.000 especialistas en transporte y otros sectores de la economía del país.
Ahora RGUPS es un gran complejo educativo de transporte que se desarrolla dinámicamente. La universidad ocupa un lugar destacado en el ranking de universidades de transporte en Rusia. La RGUPS participa activamente en la vida social, científica y cultural de la región de Rostov.

## Facultades[4]
- Facultad de Máquinas de Construcción de Carreteras
- Facultad de Ingeniería Civil
- Facultad de Gestión del Transporte
- Facultad de Electromecánica
- Facultad de Ingeniería Energética
- Facultad de Tecnologías de la Información de Gestión
- Facultad de Humanidades
- Facultad de Economía, Gestión y Derecho

## Infraestructura
La universidad tiene:

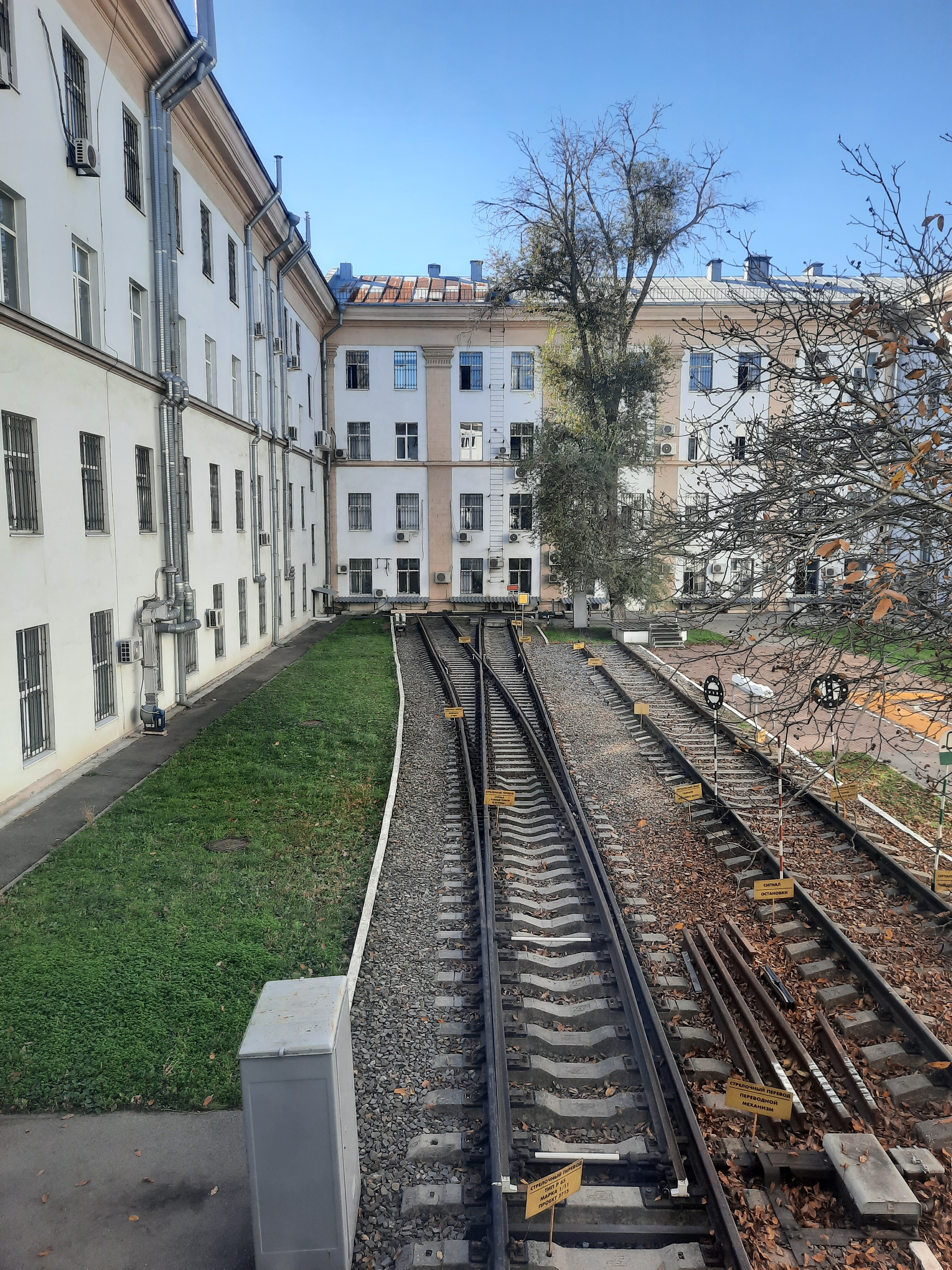
Un tramo de vía férrea para formación práctica en el patio del campus de RGUPS

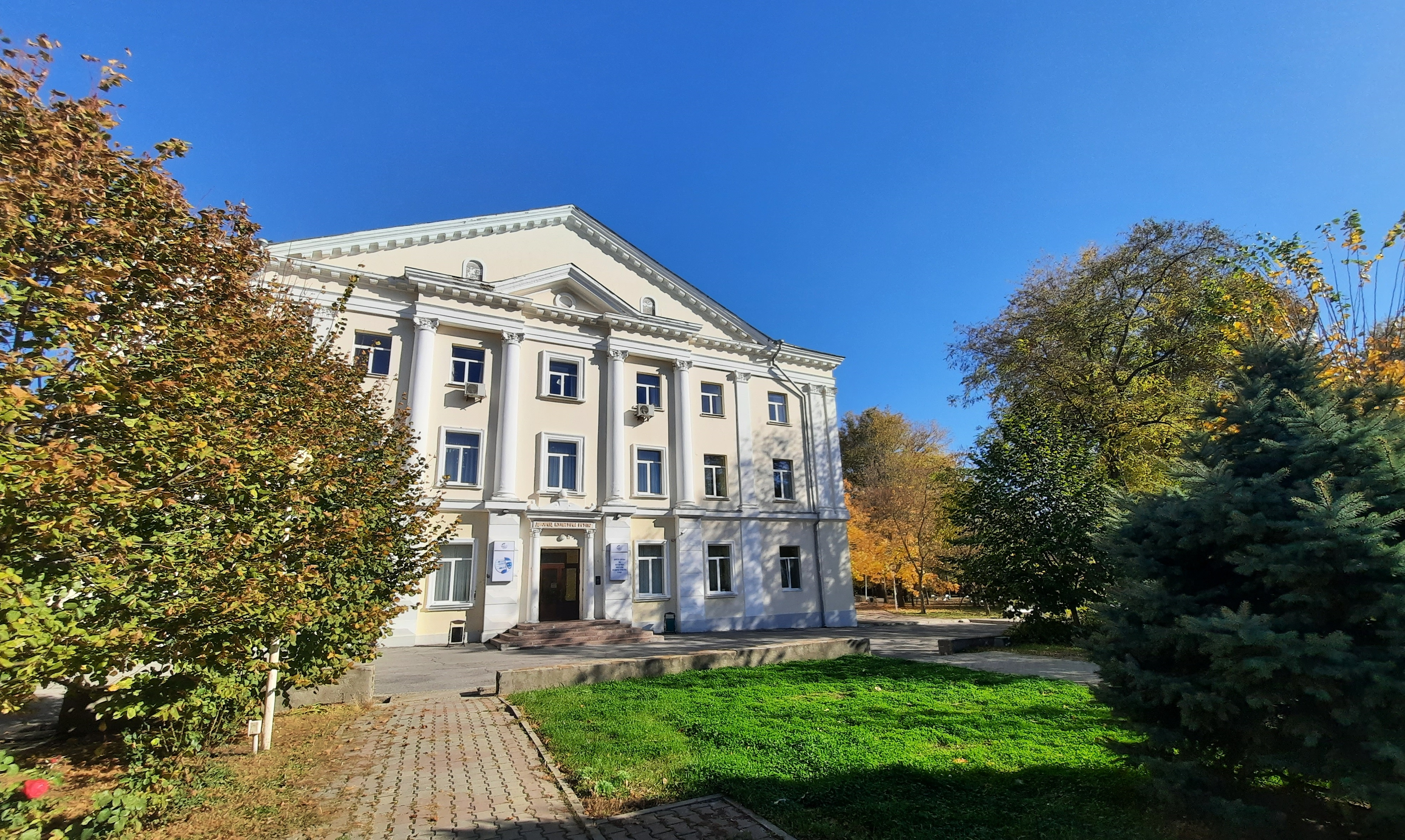
Palacio de la Cultura, RGUPS

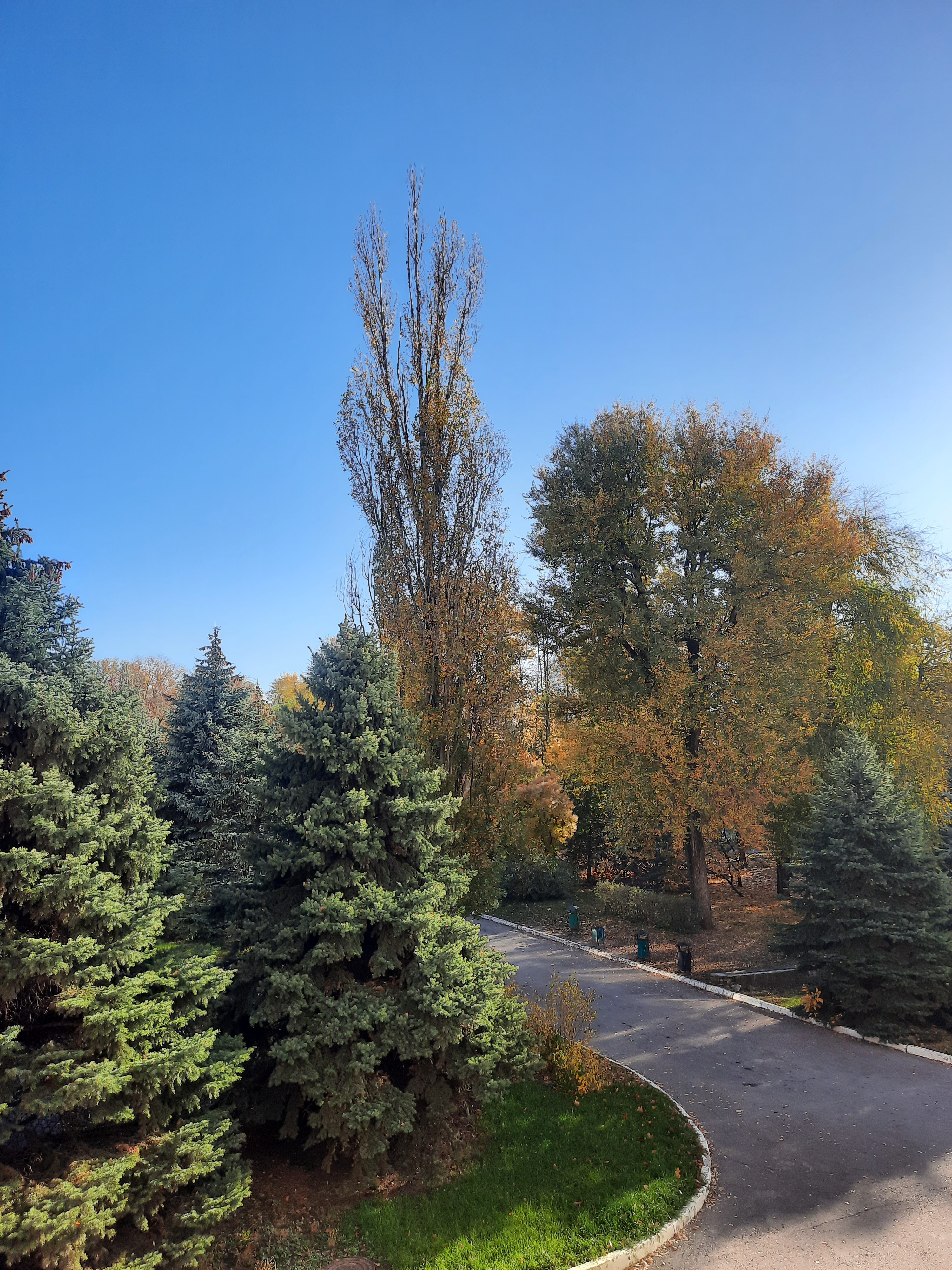
Plaza del Jardín, RGUPS

- La Ciudad de los Estudiantes de más de 20 hectáreas con una plaza ajardinada, un tramo del ferrocarril para la formación práctica en el patio, instalaciones educativas y de investigación
- Edificio de administración
- Palacio de la Cultura, que es el centro de actividades culturales y festivas de la universidad.
- Clínica de Consulta y Diagnóstico
- 4 dormitorios de estudiantes[5]

### Infraestructura deportiva
- Estadio deportivo universal
- Mini campo de fútbol
- Piscina
- Sala de juegos para jugar voleibol y baloncesto.
- Salón para practicar varios tipos de lucha libre.
- Sala de levantamiento de pesas
- Sala de tenis de mesa
- Club de ajedrez[6]